# Doraemon: Nobita no Nippon tanjō
Doraemon: Nobita no Nippon tanjō (ドラえもん のび太の日本誕生?, Doraemon - Nobita no Nippon tanjō, lett. Doraemon - Nobita e la nascita del Giappone) è un film d'animazione del 1989 diretto da Tsutomu Shibayama.
È il decimo film, del genere di animazione giapponese per bambini (kodomo), tratto dalla serie Doraemon di Fujiko Fujio.

## Trama
Doraemon, Nobita, Shizuka, Gian, e Suneo decidono di fuggire dalle loro case, andando 70.000 anni indietro nel tempo. Dopo una breve esplorazione del Giappone preistorico, finiscono per incontrare Kururu, un ragazzo di epoca primitiva. Per aiutarlo a riunirsi con la sua tribù, Doraemon e gli altri dovranno combattere uno sciamano di un'altra tribù che ha catturato i compagni di Kururu, costringendoli a lavorare come schiavi.

## Colonna sonora

### Sigle
| Giappone | Giappone                            | Giappone          |
| Tipo     | Titolo                              | Cantante          |
| -------- | ----------------------------------- | ----------------- |
| Opening  | Doraemon no uta (ドラえもんのうた?) | Satoko Yamano     |
| Ending   | Toki no tabibito (時の旅人?)        | Toshiyuki Nishida |

## Distribuzione
Il film è stato proiettato per la prima volta nelle sale cinematografiche giapponesi l'11 marzo 1989.

## Remake
Nel 2016 il film ha avuto un remake: Doraemon - Il film: Nobita e la nascita del Giappone.